# Mika Raatikainen
Mika Pekka Raatikainen, född 7 november 1961 i Helsingfors, är en finländsk politiker (Sannfinländarna). Han var ledamot av Finlands riksdag sedan 2014, då han ersatte Jussi Halla-aho efter att denne blivit invald i Europaparlamentet. Raatikainen har arbetat som polis.
Raatikainen blev omvald i riksdagsvalet 2015 med 3 370 röster från Helsingfors valkrets. I riksdagsvalet 2019 blev Raatikainen suppleant med 1 854 röster och fick vara riksdagsledamot från april till juli 2019, medan Halla-aho avslutade sitt värv i Europaparlamentet.